# سیب شراب

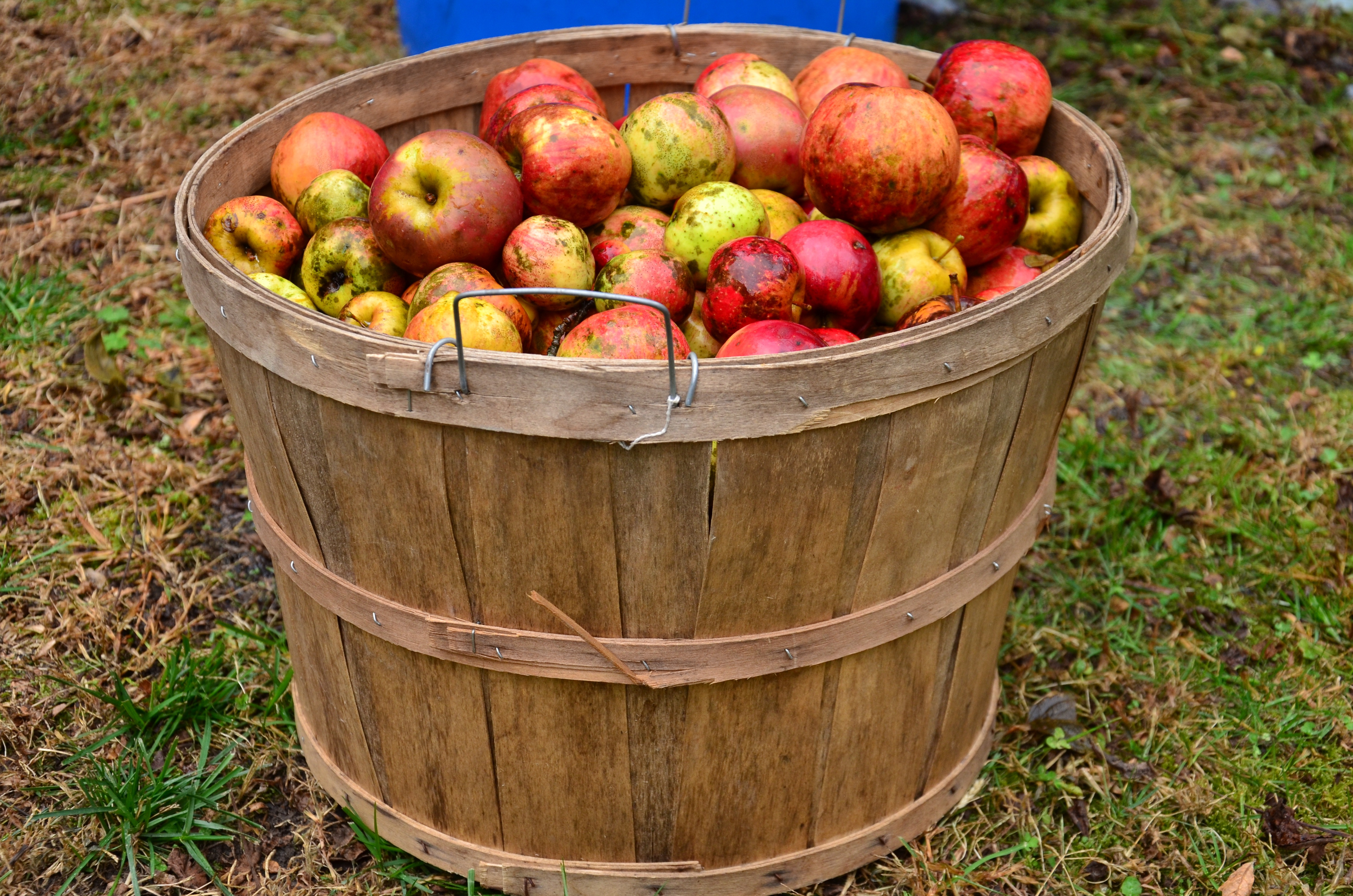
سیب شراب

سیب شراب (به انگلیسی: Cider apple) گروهی از ارقام سیب هستند که برای استفاده در صنعت تولید شراب پرورش داده می‌شوند. بوسیله کیفیت ضعیف شان برای پختن و خام خوردن و اغلب به خاطر خشکی و تلخی مزه از سیب‌های پختنی و سیبهایی که خام خورده می‌شوند متمایز هستند.